# Étrave polyédrique
 (septembre 2024).
Si vous disposez d'ouvrages ou d'articles de référence ou si vous connaissez des sites web de qualité traitant du thème abordé ici, merci de compléter l'article en donnant les références utiles à sa vérifiabilité et en les liant à la section « Notes et références ».

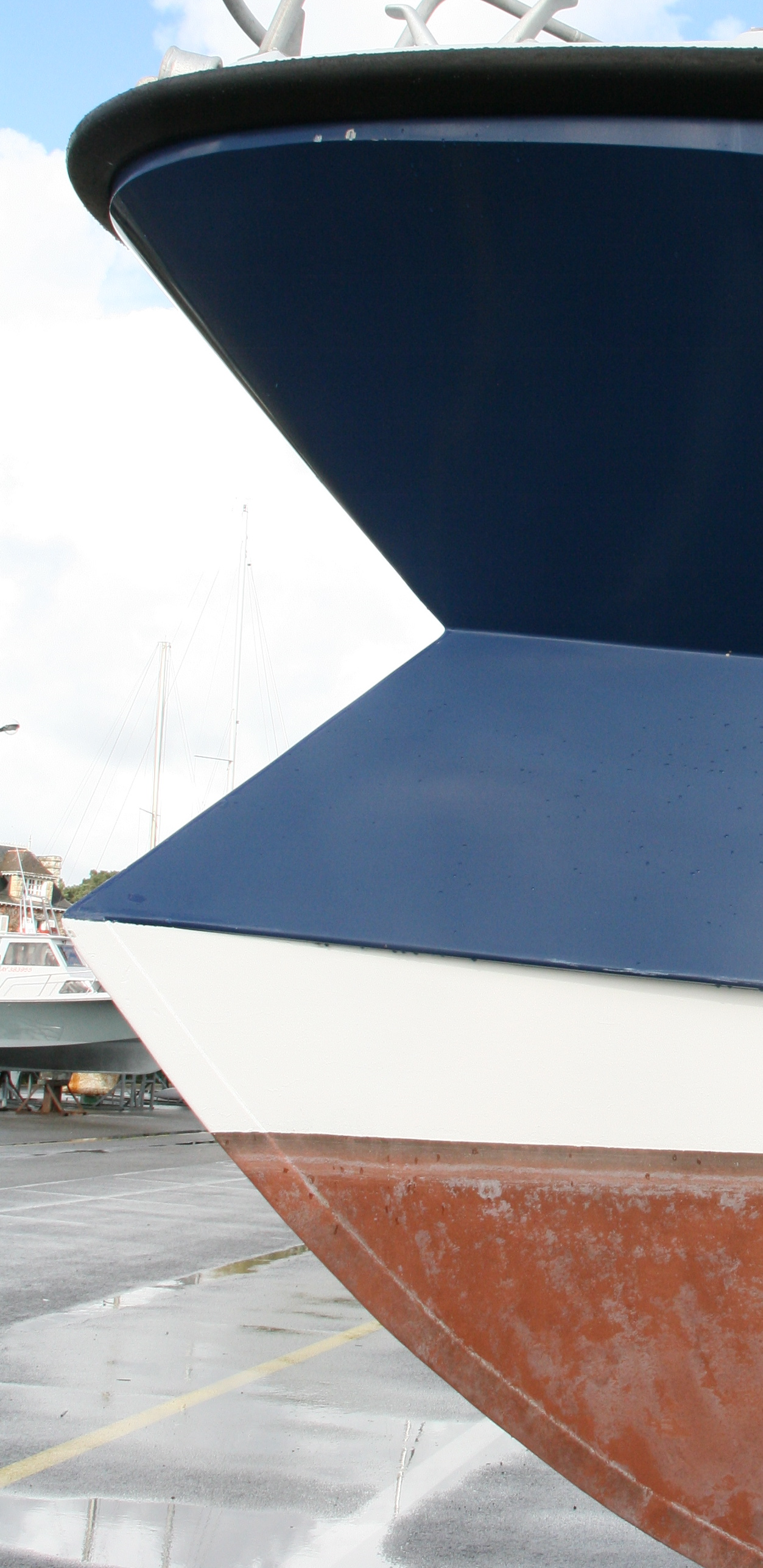
Étrave polyédrique

L'étrave polyédrique, aussi connue sous le nom de « rostre » ou « beak », est une étrave conçue pour améliorer la tenue à la mer et la vitesse des navires à coque semi-planante et planante dans une mer formée. L'étrave polyédrique agit essentiellement en diminuant les accélérations verticales en cas de mer formée.

## Historique et description
Développé depuis 1994 par le cabinet d'architecture naval Pantocarène, il est essentiellement adapté à des navires à vitesse élevée tels que les vedettes de secours en mer (SNSM), ou encore les bateaux pilotes. Il participe à assurer une meilleure sécurité et améliore le confort à bord, par une mer de face ou par une mer arrière. Il est aussi utilisé sur certains navires de pêche et de passagers pour des motifs similaires.
Le dessin du rostre consiste en des formes concaves situées au-dessus de la ligne de flottaison. Du fait que le rostre est nettement au-dessus de la ligne de flottaison, le rostre a peu d'influence par mer calme, à des vitesses planantes. Mais lorsque le navire rencontre des vagues, la pénétration de l'étrave sous un angle d'environ 19°, permet d'améliorer les performances sur une coque semi-planante. De plus, cette forme offre un volume important limitant les risques de submersion de l'étrave (enfournement). Ce type d'étrave diminue les mouvements de tangage du navire lorsque celui-ci pénètre une vague à des vitesses planantes : En cas d'enfournement dans un front de vague, les forces de pressions négatives (vers le bas) qui s'exercent sur la partie supérieure du rostre viennent en compensation des forces de pressions positives (vers le haut) qui s'exercent sur la coque (bas du rostre et reste de l'étrave). 
On observe une réduction de la projection d'embruns (spray) sur les surfaces supérieures du navire, du fait de la déviation des embruns causée en partie par la faible assiette dynamique.
Les tests révèlent que les étraves à rostre, en association avec d'autres paramètres comme l'assiette du navire ou la position du centre de gravité, permettent d'atteindre des performances impressionnantes pour les vedettes du type « ORCA ». Le bateau est en effet capable de maintenir une vitesse de 32 nœuds par force 3 et une vitesse de 28 nœuds par force 4.